# تصميم المعلومات

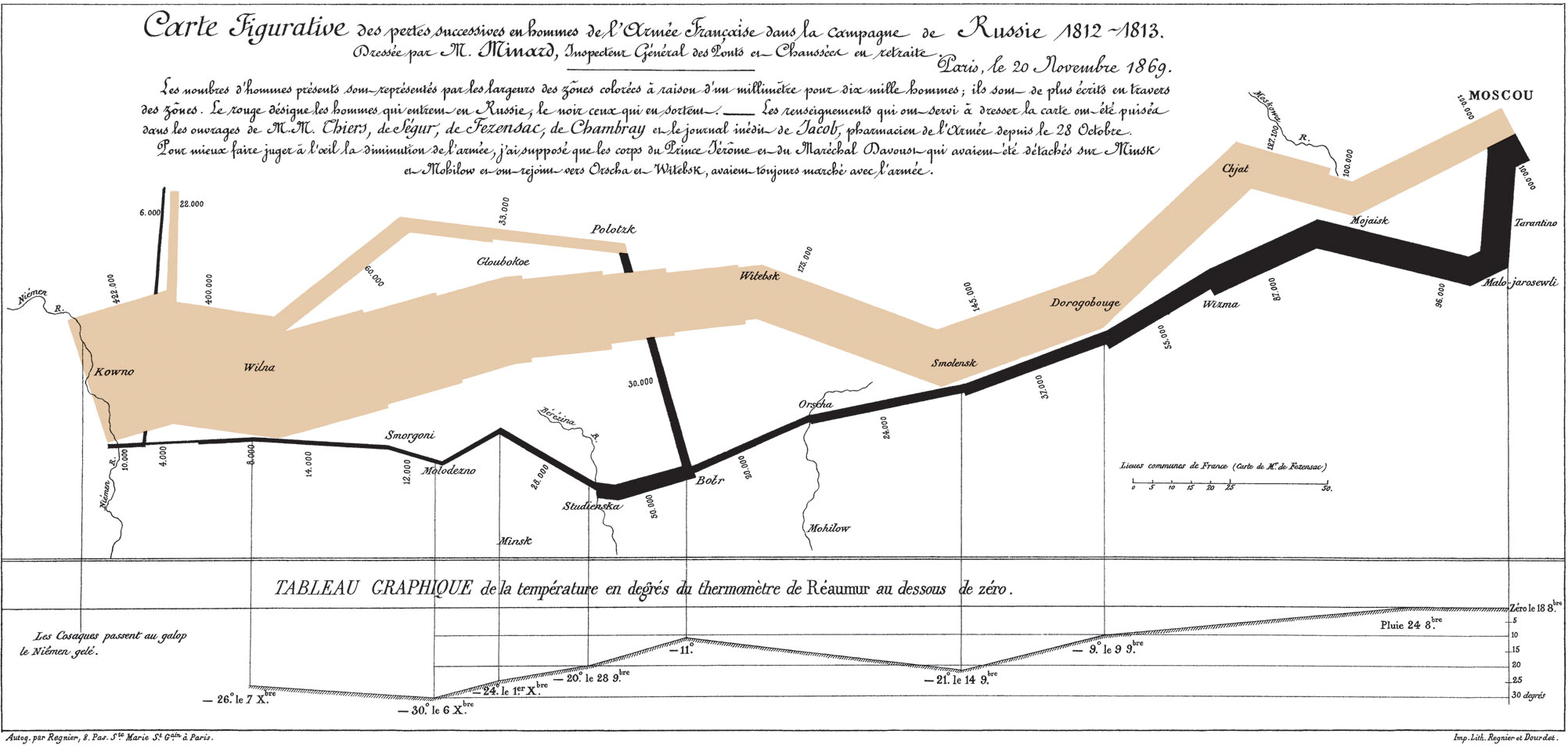
يعد مخطط تشارلز جوزيف مينارد في عام 1861 الخاص بمسيرة نابليون مثالاً قديمًا على مخططات المعلومات البيانية.

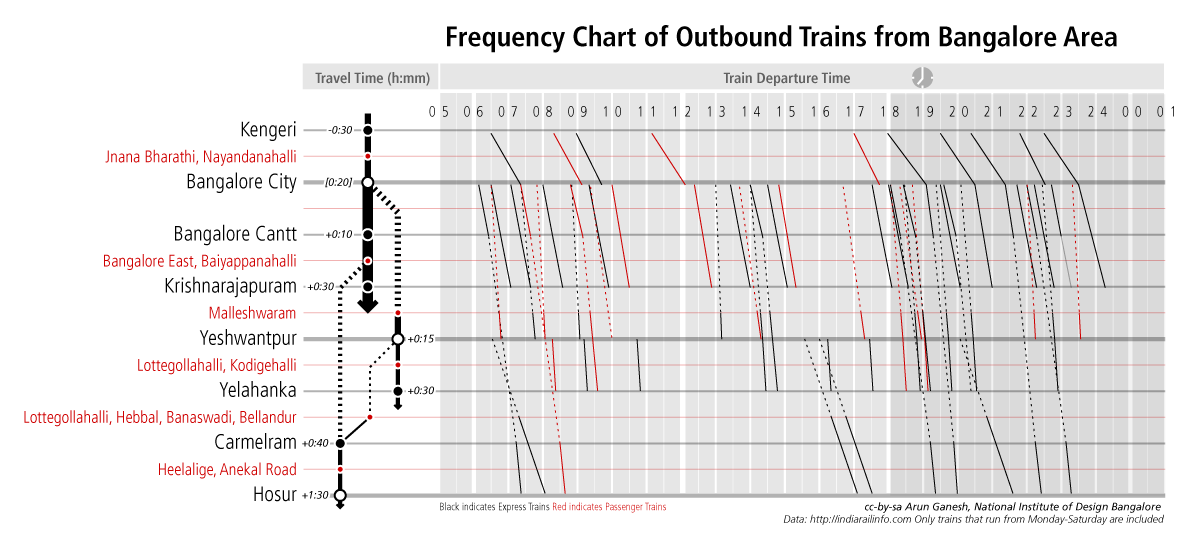
تصوير لمعدل تواتر القطارات المسافرة من بنغالور بالهند. استنادًا إلى عمل إتيان-جول ماري

تصميم المعلومات هو عرض المعلومات بطريقة تعزز استيعابها بشكل فعال، وكان المصطلح يستخدم للإشارة تحديدًا إلى تصميم المخططات البيانية التي تهدف لعرض المعلومات بشكل فعال بدلاً من عرضها بشكل جذاب أو فني فقط، أما اليوم فأصبح لتصميم المعلومات صلة قريبة بمجال تصور البيانات. وغالبًا ما تتم دراسته ضمن مقررات تصميم الجرافيك.

## أصل الكلمة
ظهر مصطلح «تصميم المعلومات» في الستينيات من القرن العشرين كمجال دراسة متعدد التخصصات، وقد شرع بعض مصممي الجرافيك في استخدام المصطلح، ودعّم هذا نشر مجلة تصميم المعلومات (Information Design Journal) في العام 1979 ثم إنشاء جمعية تصميم المعلومات (IDA) لاحقًا في عام 1991.
في عام 1982، ألّف إدوارد توفت كتابًا عن تصميم المعلومات يُسمى العرض المرئي للمعلومات الكمية (The Visual Display of Quantitative Information).
هناك ميل لاستخدام مصطلح مخططات المعلومات البيانية من قِبل هؤلاء المعنيين أساسًا بالمخططات البيانية وعرض المعلومات الكمية.
في مجال الاتصال التقني، يشير تصميم المعلومات إلى إنشاء بنية معلومات لمجموعة من المعلومات موجهة لفئات مستهدفة معينة، ويمكن تطبيق هذا على نطاقات مختلفة.
- على النطاق الواسع، يتضمن تصميم المعلومات اختيار محتوى مناسب وتقسيمه إلى أدلة منفصلة حسب الفئة المستهدفة والغرض.
- على النطاق المتوسط، يتضمن تنظيم المحتوى في كل دليل والتأكد من وجود اللمحات العامة والأمثلة والمراجع والتعريفات واتباع المواضيع لمبدأ منظم.
- على النطاق الدقيق، يتضمن تصميم المعلومات التطوير المنطقي للمواضيع والتأكيد على النقاط الهامة ووضوح الكتابة وأدلة التنقل بل وتصميم الصفحة واختيار الخط فضلاً عن استخدام المسافات البيضاء.

وتستخدم مهارات مشابهة للتنظيم والهيكلة في تصميم المواقع الإلكترونية يزيد عليها القيود والوظائف الإضافية التي تمنح للمصمم لقب «مهندس المعلومات».
في مجال علوم الكمبيوتر وتكنولوجيا المعلومات، يستخدم مصطلح «تصميم المعلومات» كمرادف تقريبي (لكن ليس بالضروري كنفس التخصص) لهندسة المعلومات والتي تعني تصميم أنظمة المعلومات أو قواعد البيانات أو بنى البيانات. ويشمل هذا المعنى كلاً من نمذجة البيانات وتحليل العمليات.
في الولايات المتحدة، يستخدم أحيانًا المسمى الوظيفي «مصمم المعلومات» من قِبل مصممي الجرافيك المتخصصين في إنشاء المواقع الإلكترونية، وعند تطبيق المسمى الوظيفي بشكل عالمي، نجد تشابهًا بين مجموعة المهارات التي يتمتع بها مصمم المعلومات وتلك المجموعة التي يتمتع بها مهندس المعلومات في الولايات المتحدة.

## أمثلة قديمة
يرتبط تصميم المعلومات بعصر التكنولوجيا غير أن له جذورًا تاريخية، وتشمل أوائل الأمثلة لتصميم المعلومات الحديثة هذه الأمثلة الفعالة:
- خرائط البقاع لجون سنو التي تحدد مصدر تفشي وباء الكوليرا الفتاك في لندن في الستينيات من القرن التاسع عشر
- مخطط تشارلز جوزيف مينارد عام 1861 الذي يرسم حملة نابليون على روسيا عام 1812
- في الثلاثينيات من القرن العشرين، قدم أوتو نوراث لغة الصور الدولية
- مخطط المعلومات لفلورينس نيتينجال الذي يصور معدلات الوفيات في الجيش

## التطبيقات

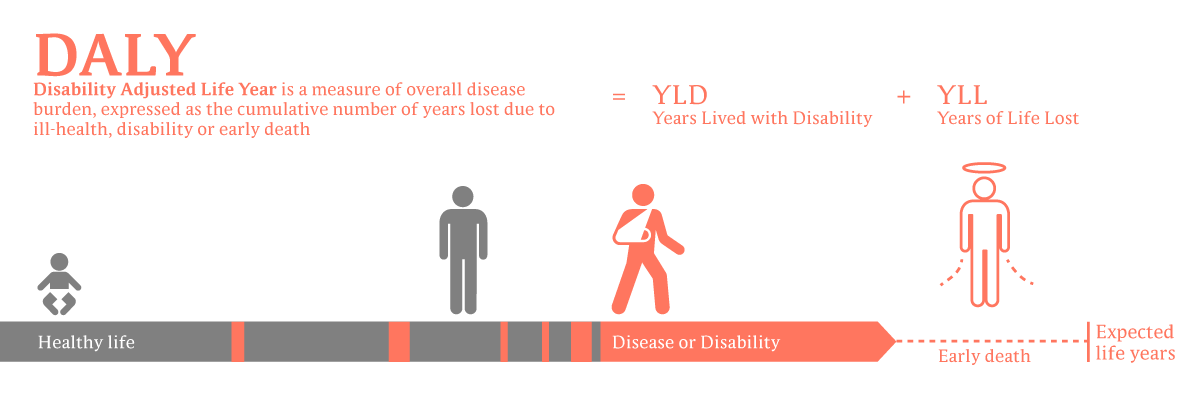
تعريف بصري لسنوات الحياة المعدلة تحت تأثير الإعاقة

يمكن استخدام تصميم المعلومات لفئات مستهدفة كبيرة (مثل اللافتات في الموانئ الجوية) أو لفئات معينة (مثل فواتير الهاتف المخصصة). عادة ما يهدف العمل الناتج إلى زيادة ثقة المستخدم في المنتج (مثل نشرات عبوات الأدوية وإرشادات التشغيل للماكينات الصناعية والمعلومات الخاصة بحالات الطوارئ).
سنت الحكومات والسلطات التنظيمية قوانين بشأن عدد من مسائل تصميم المعلومات مثل حجم الطباعة الأدنى في الطابعات المالية الصغيرة وذكر مكونات الأطعمة المصنعة واختبار وضع بطاقات الأدوية. من أمثلة هذا قانون الصدق في الإقراض في الولايات المتحدة والذي قدم صندوق شومر (عبارة عن ملخص للرسوم التي يدفعها الأشخاص الذين قدموا طلبًا للحصول على بطاقة الائتمان) بالإضافة إلى إرشادات حول وضوح بطاقة المنتجات الطبية المخصصة للاستخدام البشري ونشرات عبواتها (المفوضية الأوروبية، سبتمبر 1998).